# Алем-Рок (Каліфорнія)
Алем-Рок (англ. Alum Rock) — переписна місцевість (CDP) в окрузі Санта-Клара, штат Каліфорнія, США. Населення — 12 042 особи (2020).

## Географія
Алем-Рок розташований за координатами 37°22′3″ пн. ш. 121°49′34″ зх. д. / 37.36750° пн. ш. 121.82611° зх. д. (37.367588, -121.826105). За даними Бюро перепису населення США в 2010 році переписна місцевість мала площу 3,12 км², уся площа — суходіл. 2017 року площа становила 2,20 км², уся — суходіл.

## Демографія
Згідно з переписом 2010 року в переписній місцевості мешкало 15 536 осіб у 3686 домогосподарствах у складі 3020 родин. Густота населення становила 4980 осіб/км². Було 3863 помешкання (1238/км²).
Расовий склад населення:
| - 42,4 % — білих - 13,1 % — азіатів - 1,9 % — корінних американців - 1,3 % — чорних або афроамериканців - 0,5 % — вихідців з тихоокеанських островів - 35,2 % — осіб інших рас |

До двох чи більше рас належало 5,6 %. Частка іспаномовних становила 70,7 % від усіх жителів.
За віковим діапазоном населення розподілялося таким чином: 28,2 % — особи молодші 18 років, 62,8 % — особи у віці 18—64 років, 9,0 % — особи у віці 65 років та старші. Медіана віку мешканця становила 31,7 року. На 100 осіб жіночої статі у переписній місцевості припадало 105,9 чоловіків;  на 100 жінок у віці від 18 років та старших — 104,2 чоловіків також старших 18 років.
Середній дохід на одне домашнє господарство  становив 79 337 доларів США (медіана — 70 346), а середній дохід на одну сім'ю — 80 630 доларів (медіана — 71 468). Медіана доходів становила 41 118 доларів для чоловіків та 32 452 долари для жінок. За межею бідності перебувало 11,4 % осіб, у тому числі 13,1 % дітей у віці до 18 років та 10,9 % осіб у віці 65 років та старших.
Цивільне працевлаштоване населення становило 4856 осіб. Основні галузі зайнятості: освіта, охорона здоров'я та соціальна допомога — 18,0 %, науковці, спеціалісти, менеджери — 15,6 %, виробництво — 14,3 %.